# Gerhard Künzel
Gerhard Künzel (* 30. Mai 1923 in Röhrsdorf) ist ein ehemaliger deutscher Diplomat und SED-Funktionär. Er war Botschafter der Deutschen Demokratischen Republik (DDR) in Nigeria, Benin und Äquatorialguinea.

## Leben
Künzel besuchte die Grundschule, erlernte den Beruf des Maschinenschlossers und arbeitete im Beruf. Er nahm als Funker in einer Nachrichteneinheit am Zweiten Weltkrieg teil. Er war von 1950 bis 1952 Leiter eines volkseigenen Betriebes. Künzel wurde Mitglied der Sozialistischen Einheitspartei Deutschlands (SED) und übte leitende Funktionen in SED-Kreisleitungen und in der SED-Bezirksleitung Karl-Marx-Stadt aus. Er war bis 1955 Sekretär der SED-Kreisleitung Glauchau. Ein Studium in den Jahren 1955 bis 1958 schloss Künzel als Diplom-Gesellschaftswissenschaftler ab. Anschließend fungierte er bis 1960 als Zweiter Sekretär und bis 1964 als Erster Sekretär der SED-Kreisleitung Plauen/Stadt (Nachfolger von Rudolf Krasselt). Zuletzt war er von 1965 bis 1972 Leiter der Abteilung Parteiorgane und von 1967 bis 1971 Mitglied der SED-Bezirksleitung Karl-Marx-Stadt.
Ab 1972 arbeitete er im Ministerium für Auswärtige Angelegenheiten der DDR (MfAA) in Ost-Berlin. Im Juli 1973 wurde er vom Vorsitzenden des Staatsrates der DDR, Walter Ulbricht, zum Botschafter in Nigeria ernannt. Im September 1973 überreichte er das Beglaubigungsschreiben an den Chef der Bundesmilitärregierung Nigerias Yakubu Gowon. Ab November 1974 war er zweitakkreditiert in Dahomey (ab 1975 Benin) und ab November 1975 in Äquatorialguinea. Im August 1976 beendete er seine Tätigkeit als Botschafter und schied danach aus dem MfAA aus.
Künzel ist verheiratet und Vater zweier Kinder.

## Schriften
- Die Notwendigkeit der sozialistischen Umgestaltung der Landwirtschaft und die Aufgaben der SED-Kreisleitung Glauchau bei der Gewinnung der werktätigen Einzelbauern für den weiteren Zusammenschluß in landwirtschaftliche Produktionsgenossenschaften. Parteihochschule „Karl Marx“, Berlin 1958.

## Auszeichnungen
- 1969 Verdienstmedaille der DDR
- 1969 Vaterländischer Verdienstorden in Bronze